# Кальєс (Валенсія)
Кальєс (ісп. Calles) — муніципалітет в Іспанії, у складі автономної спільноти Валенсія, у провінції Валенсія. Населення — 464 особи (2010).

## Географія
Муніципалітет розташований на відстані близько 250 км на схід від Мадрида, 60 км на північний захід від Валенсії.
На території муніципалітету розташовані такі населені пункти: (дані про населення за 2010 рік)
- Кальєс: 456 осіб
- Алькотас: 8 осіб

## Демографія
Динаміка населення (INE ):

## Галерея зображень

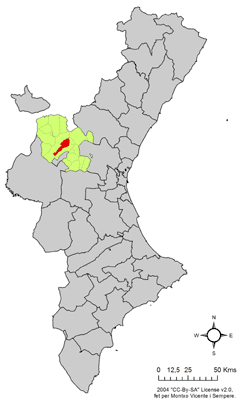
Розташування муніципалітету Кальєс у автономній спільноті Валенсія
Розташування муніципалітету Кальєс у комарці Лос-Серранос
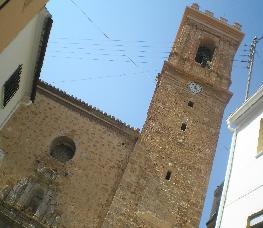
Церква у Кальєсі
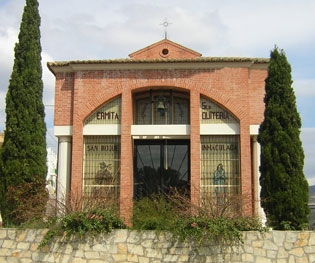
Каплиця Санта-Кітерія